# Theodor von Cloedt

Theodor Freiherr von Cloedt

Freiherr Josef Bernhard Theodor von Cloedt (* 21. Dezember 1821 in Westheim (Marsberg); † 21. Januar 1898 in Dorsten) war ein deutscher Politiker. Er war Bürgermeister der Städte Ahlen und Steele.

## Leben
Theodor von Cloedt war Kreisgerichtsbüro-Assistent. Seit 1858 war er mit Nathalie geborene Reckmann (* 1840 in Radevormwald; † 1902 in Münster) verheiratet und hatte sieben Kinder.
Vom 19. Februar 1857 bis 5. Mai 1863 war er Bürgermeister der westfälischen Stadt Ahlen.
In Folge war er zwischen dem 6. Mai 1862 und dem 30. November 1876 Bürgermeister der Stadt Steele sowie in Personalunion der Bürgermeisterei Steele-Land, zu der die heutigen Essener Stadtteile Überruhr und Rellinghausen gehörten, wobei Rellinghausen seit 1876 bereits eine eigene Bürgermeisterei bildete. Ab 1894 hieß sie die Bürgermeisterei Steele-Land dann Überruhr. Durch das Gesetz über die kommunale Neugliederung des rheinisch-westfälischen Industriegebiets wurde der Landkreis Essen zum 1. August 1929 aufgelöst und Steele und Überruhr zur Stadt Essen eingemeindet.
Zum 30. November 1876 trat von Cloedt aus gesundheitlichen Gründen in den Ruhestand. Voran ging ein Disziplinarverfahren bezogen auf den Kulturkampf, das jedoch eingestellt wurde. 
1877 nahm von Cloedt das Amt des hauptamtlichen Rendanten der Kreissparkasse Dorsten an, das er bis zum 31. Dezember 1897 innehatte. Er wurde in Dorsten beigesetzt.